# Kóstina
Kóstina (en rus: Костина) és un poble (un khútor) de l'óblast de Kursk, a Rússia, que en el cens del 2010 tenia 10 habitants. Pertany al districte rural de Fatej.